# Rørmundede fisk
Rørmundede fisk  (Syngnathiformes) er en orden i klassen benfisk. De adskiller sig i udseende meget fra andre fiskearter. De har oftest en langstrakt krop og ben-plader i huden. Alle arter mangler tænder, og de har en rørformet mund, der kan suge føden op. En af de mere kendte typer fisk i ordenen er søheste og trompetfisk.
Vissa zoologer rubricerer gruppen som en underorden til klassen strålefinnede fisk. Gruppen har i så fald det videnskabelige navn Syngnathoidei.

## Systematik
Ordenen består, afhængig af taksonomien af 5 til 7 familjer.
- Pegasidae
- Solenostomidae
- Nålefisk-familien (Syngnathidae)
- Trompetfisk (Aulostomidae)
- Fistulariidae
- Macroamphosidae
- Centriscidae

## Eksterne links
- Wikimedia Commons har flere filer relateret til Rørmundede fisk
- FishBase Arkiveret 11. juli 2008 hos  Wayback Machine

| Biologi | Spire Denne artikel om biologi er en spire som bør udbygges. Du er velkommen til at hjælpe Wikipedia ved at udvide den. |